# 安格斯·沃德
安格斯·沃德（英語：Angus Ivan Ward，1893年—1969年），是一位美國職業外交官，於1952年至1956年間擔任美國駐阿富汗特命全權大使。

## 生平
在毛澤東和中國國民黨內戰期間，沃德擔任駐華領事。1948年，當他們抵達盛京（現在的瀋陽市）時，毛澤東要求沃德交出領事館的無線電發射機。然而，沃德拒絕了這一要求。1948年11月20日，解放軍包圍了領事館。在接下來的幾個月裡，沃德和他的21名工作人員被軟禁，失去了與外界的聯繫，也無法獲得足夠的水和電力供應。
儘管美國政府下令關閉該領事館，但中國政府卻指控該領事館涉嫌從事間諜活動，因此沃德無法執行關閉任務。面對哈里·S·杜魯門政府對中華人民共和國的不承認，沃德最終被捕。他和他的團隊被指控在1949年10月煽動了領事館外的騷亂。1949年11月24日，沃德和他的隨行人員被下令遣返，並於同年12月離開了中國。